# Valerio Massimo (console 253)
Valerio Massimo (latino: Valerius Maximus; fl. 253) fu console dell'Impero romano nel 253.
Normalmente gli studiosi lo identificano col figlio di Lucio Valerio Massimo, console nel 233 e nel 256 oltre che praefectus urbi nel 255.